# アメリカン・ホッケー・リーグ
アメリカン・ホッケー・リーグ（英語：American Hockey League、略称：AHL）は、北米のプロアイスホッケーリーグであるNHLの下部組織相当のリーグのこと。現在、AHL所属チームすべてがNHLチームとの提携関係にある。
アメリカ合衆国所在26チーム、カナダ所在4チームの計30チームで構成されている。AHLリーグの本部は、マサチューセッツ州スプリングフィールドにある。
NHLは当リーグに直接関与していないため独立リーグであるが、NHLチームのロースターから漏れた選手で主に構成されている。NHLとの選手の入れ替えもある。
AHLで毎年プレーオフ優勝チームに「カルダー・カップ」が与えられる。初代NHL会長であったフランク・カルダーにちなみ命名された。

## 所属チーム
現在、合計30チーム。日本のプロ野球における一軍と二軍のような関係とは違い、1チームが複数のNHLのチームと提携したり、提携チームが変更する事もある。またAHLより下部のECHL（旧名イースト・コースト・ホッケー・リーグ）、CHL（セントラル・ホッケー・リーグ）のチームと提携しているチームがほとんどである。
| イースタン・カンファレンス |                                          |                                                    |                                |                                                             |
| ディビジョン               | チーム                                   | 本拠地                                             | NHL 提携チーム                 | ECHL/CHL 提携チーム                                         |
| アトランティック           | マンチェスター・モナークス               | ニューハンプシャー州マンチェスター                 | ロサンゼルス・キングス         | オンタリオ・レイン                                          |
| アトランティック           | ポートランド・パイレーツ                 | オレゴン州ポートランド                             | フェニックス・コヨーテズ       | グウィネット・グラディエイターズ アリゾナ・サンドッグス     |
| アトランティック           | プロビデンス・ブルーインズ               | ロードアイランド州プロビデンス                     | ボストン・ブルーインズ         | レディング・ロイヤルズ                                      |
| アトランティック           | セントジョンズ・アイスキャップス         | ニューファンドランド・ラブラドール州セントジョンズ | ウィニペグ・ジェッツ           | コロラド・イーグルス                                        |
| アトランティック           | ウースター・シャークス                   | マサチューセッツ州ウースター                       | サンノゼ・シャークス           | ストックトン・サンダーズ                                    |
| ノースイースト             | アディロンダック・ファントムズ           | ニューヨーク州グレンフォールズ                     | フィラデルフィア・フライヤーズ | トレントン・タイタンズ                                      |
| ノースイースト             | オールバニ・デビルズ                     | ニューヨーク州オールバニ                           | ニュージャージー・デビルス     | カラマズー・ウィングズ                                      |
| ノースイースト             | ブリッジポート・サウンドタイガーズ       | コネティカット州ブリッジポート                     | ニューヨーク・アイランダーズ   | なし                                                        |
| ノースイースト             | コネティカット・ホエール                 | コネティカット州ハートフォード                     | ニューヨーク・レンジャース     | グリーンビル・ロードウォーリアーズ                          |
| ノースイースト             | スプリングフィールド・ファルコンズ       | マサチューセッツ州スプリングフィールド             | コロンバス・ブルージャケッツ   | シカゴ・エクスプレス                                        |
| イースト                   | ビンガムトン・セネターズ                 | ニューヨーク州ビンガムトン                         | オタワ・セネターズ             | エルマイラ・ジャッカルズ                                    |
| イースト                   | ハーシー・ベアーズ                       | ペンシルベニア州ハーシー                           | ワシントン・キャピタルズ       | サウスカロライナ・スティングレイズ                          |
| イースト                   | ノーフォーク・アドミラルズ               | バージニア州ノーフォーク                           | タンパベイ・ライトニング       | フロリダ・エバーブレイズ                                    |
| イースト                   | シラキュース・クランチ                   | ニューヨーク州シラキュース                         | アナハイム・ダックス           | エルマイラ・ジャッカルズ                                    |
| イースト                   | ウィルクスベリ・スクラントン・ペンギンズ | ペンシルベニア州ウィルクスバリ                     | ピッツバーグ・ペンギンズ       | ウィーリング・ネイラーズ                                    |
| ウェスタン・カンファレンス |                                          |                                                    |                                |                                                             |
| ディビジョン               | チーム                                   | 本拠地                                             | NHL 提携チーム                 | ECHL/CHL 提携チーム                                         |
| ノース                     | グランドラピッズ・グリフィンズ           | ミシガン州グランドラピッズ                         | デトロイト・レッドウイングス   | トレド・ウォールアイ                                        |
| ノース                     | ハミルトン・ブルドッグス                 | オンタリオ州ハミルトン                             | モントリオール・カナディアンズ | ウィーリング・ネイラーズ                                    |
| ノース                     | レイクエリー・モンスターズ               | オハイオ州クリーブランド                           | コロラド・アバランチ           | アレン・アメリカンズ                                        |
| ノース                     | ロチェスター・アメリカンズ               | ニューヨーク州ロチェスター                         | バッファロー・セイバーズ       | グウィネット・グラディエイターズ                            |
| ノース                     | トロント・マーリーズ                     | オンタリオ州トロント                               | トロント・メープルリーフス     | レディング・ロイヤルズ                                      |
| ミッドウェスト             | シャーロット・チェッカーズ               | ノースカロライナ州シャーロット                     | カロライナ・ハリケーンズ       | フロリダ・エバーブレイズ                                    |
| ミッドウェスト             | シカゴ・ウルブス                         | イリノイ州ローズモント                             | バンクーバー・カナックス       | カラマズー・ウィングズ ミズーリ・マーベリックス             |
| ミッドウェスト             | ミルウォーキー・アドミラルズ             | ウィスコンシン州ミルウォーキー                     | ナッシュビル・プレデターズ     | シンシナティ・サイクロンズ                                  |
| ミッドウェスト             | ピオリア・リバーメン                     | イリノイ州ピオリア                                 | セントルイス・ブルース         | アラスカ・エース                                            |
| ミッドウェスト             | ロックフォード・アイスホッグズ           | イリノイ州ロックフォード                           | シカゴ・ブラックホークス       | トレド・ウォールアイ                                        |
| ウェスト                   | アボッツフォード・ヒート                 | ブリティッシュコロンビア州アボッツフォード         | カルガリー・フレームス         | ユタ・グリズリーズ                                          |
| ウェスト                   | アイオワ・ワイルド                       | アイオワ州デモイン                                 | ミネソタ・ワイルド             | なし                                                        |
| ウェスト                   | オクラホマシティ・バロンズ               | オクラホマ州オクラホマシティ                       | エドモントン・オイラーズ       | ストックトン・サンダー                                      |
| ウェスト                   | サンアントニオ・ランページ               | テキサス州サンアントニオ                           | フロリダ・パンサーズ           | シンシナティ・サイクロンズ リオグランデバリー・キラービーズ |
| ウェスト                   | テキサス・スターズ                       | テキサス州セダーパーク                             | ダラス・スターズ               | アイダホ・スティールヘッズ アレン・アメリカンズ             |

## カルダー・カップ歴代優勝チーム
| シーズン  | 優勝(回数)                               | ファイナル                      | 準優勝                                   |
| --------- | ---------------------------------------- | ------------------------------- | ---------------------------------------- |
| 1988-89   | アディロンダック・レッドウィングス (3)   | 4-1                             | ニューヘイブン・ナイトホークス           |
| 1989-90   | スプリングフィールド・インディアンス (6) | 4-2                             | ロチェスター・アメリカンズ               |
| 1990-91   | スプリングフィールド・インディアンス (7) | 4-2                             | ロチェスター・アメリカンズ               |
| 1991-92   | アディロンダック・レッドウィングス (4)   | 4-3                             | セントジョンズ・メープルリーフス         |
| 1992-93   | ケープ・ブレトン・オイラーズ (1)         | 4-1                             | ロチェスター・アメリカンズ               |
| 1993-94   | ポートランド・パイレーツ (1)             | 4-2                             | モンクトン・ホークス                     |
| 1994-95   | オールバニーリバー・ラッツ (1)           | 4-0                             | フレデリクトン・カナディアンズ           |
| 1995-96   | ロチェスター・アメリカンズ (6)           | 4-3                             | ポートランド・パイレーツ                 |
| 1996-97   | ハーシー・ベアーズ (8)                   | 4-1                             | ハミルトン・ブルドッグス                 |
| 1997-98   | フィラデルフィア・ファントムズ (1)       | 4-2                             | セントジョン・フレームス                 |
| 1998-99   | プロビデンス・ブルーインズ (1)           | 4-1                             | ロチェスター・アメリカンズ               |
| 1999-2000 | ハートフォード・ウルフパック (1)         | 4-2                             | ロチェスター・アメリカンズ               |
| 2000-01   | セントジョン・フレームス (1)             | 4-2                             | ウィルクスベリ・スクラントン・ペンギンズ |
| 2001-02   | シカゴ・ウルブス (1)                     | 4-1                             | ブリッジポート・サウンドタイガーズ       |
| 2002-03   | ヒューストン・エアロス (1)               | 4-3                             | ハミルトン・ブルドッグス                 |
| 2003-04   | ミルウォーキー・アドミラルズ (1)         | 4-0                             | ウィルクスベリ・スクラントン・ペンギンズ |
| 2004-05   | フィラデルフィア・ファントムズ (2)       | 4-0                             | シカゴ・ウルブス                         |
| 2005-06   | ハーシー・ベアーズ (9)                   | 4-2                             | ミルウォーキー・アドミラルズ             |
| 2006-07   | ハミルトン・ブルドッグス (1)             | 4-1                             | ハーシー・ベアーズ                       |
| 2007-08   | シカゴ・ウルブス (2)                     | 4-2                             | ウィルクスベリ・スクラントン・ペンギンズ |
| 2008-09   | ハーシー・ベアーズ (10)                  | 4-2                             | マニトバ・ムース                         |
| 2009-10   | ハーシー・ベアーズ (11)                  | 4-2                             | テキサス・スターズ                       |
| 2010-11   | ビンガムトン・セネターズ (1)             | 4-2                             | ヒューストン・エアロス                   |
| 2011-12   | ノーフォーク・アドミラルズ (1)           | 4-0                             | トロント・マーリーズ                     |
| 2012-13   | グランドラピッズ・グリフィンズ (1)       | 4-2                             | シラキュース・クランチ                   |
| 2013-14   | テキサス・スターズ (1)                   | 4-1                             | セントジョンズ・アイスキャップス         |
| 2014-15   | マンチェスター・モナークス (1)           | 4-1                             | ユーティカ・コメッツ                     |
| 2015-16   | レイクエリー・モンスターズ (1)           | 4-0                             | ハーシー・ベアーズ                       |
| 2016-17   | グランドラピッズ・グリフィンズ (2)       | 4-2                             | シラキュース・クランチ                   |
| 2017-18   | トロント・マーリーズ (1)                 | 4-3                             | テキサス・スターズ                       |
| 2018-19   | シャーロット・チェッカーズ (1)           | 4-1                             | シカゴ・ウルブス                         |
| 2019-20   | Covid-19 の影響により開催されず          | Covid-19 の影響により開催されず | Covid-19 の影響により開催されず          |
| 2020-21   | Covid-19 の影響により開催されず          | Covid-19 の影響により開催されず | Covid-19 の影響により開催されず          |
| 2021-22   | シカゴ・ウルブス (3)                     | 4-1                             | スプリングフィールド・サンダーバーズ     |